# Großer Büscherlweg
Der Große Büscherlweg ist ein 14,5 Kilometer langer markierter Wanderweg südöstlich des Pfarrdorfes Wiesenfelden im Naturpark Bayerischer Wald im niederbayerischen Landkreis Straubing-Bogen. Ein Teil der Strecke gehört auch zum Prädikatswanderweg Goldsteig, zum Jakobsweg und zum Europäischen Fernwanderweg E 8.

## Wegverlauf
Der Große Büscherlweg mit der Markierung Nr. 9 ist ein Rundweg. Die durchschnittliche Gehzeit beträgt etwa fünf Stunden. Der Ausgangspunkt ist am Beckenweiher im Naturschutzgebiet Weiherlandschaft bei Wiesenfelden. Über die Utzenzeller Straße führt der Weg weiter zu einem alten Bierkeller, der aus dem Mittelalter stammt und zur Lagerung von Bier und Eis der Brauerei verwendet wurde. Von dort geht es weiter zu einer Grotte, in der sich eine Muttergottesstatue befindet. Diese ließ um 1900 der damalige Schlossherr als Dank für die Genesung von einer Krankheit erbauen. Über Utzenzell geht es weiter zum Berg Büscherl, der mit 740 m ü. NN der höchste Berg der Gemeinde Wiesenfelden ist. Auf ihm befinden sich eine  unbewirtschaftete Schutzhütte und eine Aussichtskanzel, die einen Blick über den Gäuboden und bei klarem Wetter bis zu den Alpen ermöglicht. Über  Roth, Siglbrunn, Hirschberg, Grand, Kragnmühl, Kragenroth und Utzenzell führt der Rundweg wieder zum Ausgangspunkt der Wanderung in Wiesenfelden zurück.

## Wandernadeln
Das Erwandern des Großen Büscherlweges wird mit einem Wanderpass, der bei der Gemeinde Wiesenfelden erhältlich ist, für den Erwerb von Wanderabzeichen in Bronze, Silber oder Gold (Abbildung siehe Weblink) angerechnet.